# روغن‌ماهی بیچاره
روغن‌ماهی بیچاره (نام علمی: Trisopterus minutus) نام یک گونه از تیره روغن‌ماهیان است.